# Zahnfee

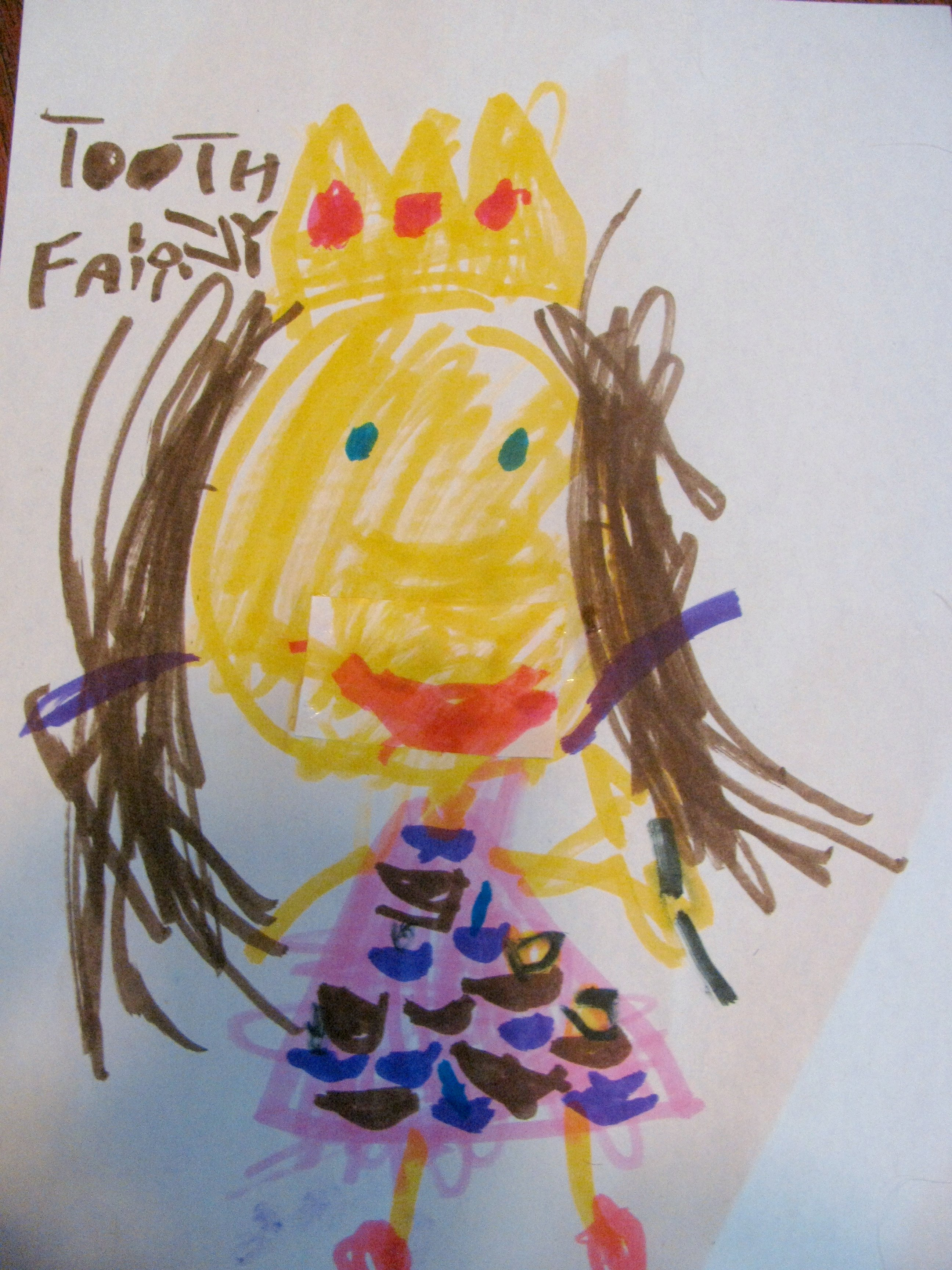
Die Zahnfee, gezeichnet von einem fünfjährigen Mädchen aus Illinois.

Die Zahnfee (englisch Tooth Fairy) ist ein Fabelwesen aus der modernen amerikanischen und britischen Folklore, von dem erzählt wird, dass es kleinen Kindern nachts eine Goldmünze im Austausch für einen ausgefallenen Milchzahn hinterlasse. Dazu legt das Kind den Zahn vor dem Schlafengehen unter das Kopfkissen (oder in ein Glas auf dem Nachttisch). Die Goldmünze wird in den heutigen Zeiten von den Eltern durch Geld oder andere kleine Überraschungen ersetzt. Ein vergleichbares Fabelwesen ist im romanischen Sprachraum die Zahnmaus (französisch La Petite Souris, wörtl.: „Die kleine Maus“).

## Zahnfee

### Herkunft des Brauches
Einer der ersten Belege für die Figur der Zahnfee stammt aus der Chicago Daily Tribune aus dem Jahr 1908:

„Tooth Fairy. Many a refractory child will allow a loose tooth to be removed if he knows about the Tooth Fairy.  If he takes his little tooth and puts it under the pillow when he goes to bed the Tooth Fairy will come in the night and take it away, and in its place will leave some little gift.  It is a nice plan for mothers to visit the 5 cent counter and lay in a supply of articles to be used on such occasions.“

1927 wurde dann The Tooth Fairy, ein kurzes Schauspiel für Kinder von Esther Watkins Arnold, zum ersten Mal aufgeführt. Die erste über die Zahnfee geschriebene Geschichte scheint The Tooth Fairy von Lee Rogow zu sein, die 1949 erschien. Danach erlebte die Zahnfee zumindest im angloamerikanischen Raum eine regelrechte Blüte, welche von Büchern und Comics begleitet wurde.

### Auftreten in Kunst und Kultur
- Die Geschichte wurde auch in dem Horror-Film Der Fluch von Darkness Falls verwendet, in dem die Zahnfee allerdings eine negative Rolle hat.
- Auch der Fantasy-Autor Terry Pratchett verwendet in seinem Roman Schweinsgalopp (engl. Hogfather) den Mythos der Zahnfee. Dort dringt eine Gruppe Schurken in den Turm der Zahnfee ein, um mit den gesammelten Zähnen aller Kinder den Glauben an den Schneevater (eine Art Weihnachtsmann der Scheibenwelt) zu manipulieren. Bei Pratchett werden die Aufgaben des Einsammelns (gegen Geld) und der Transport der Zähne aber von Menschen ausgeführt.
- In Thomas Harris’ Roman Roter Drache (und den beiden Verfilmungen  Blutmond und Roter Drache) wird dem Serienmörder Dolarhyde, aufgrund von Bisswunden an seinen Opfern, das Pseudonym Zahnfee verliehen.
- In der 2. Folge der 4. Staffel von South Park The Tooth Fairy's Tats 2000 (Zahnfee-Mafia & Co) wird das Thema humoristisch verarbeitet.
- In dem Film Hellboy – Die goldene Armee tauchen ebenfalls Zahnfeen zu Tausenden auf. Hier sind es kleine Dämonen, die fliegen können und jeden angreifen und komplett auffressen. Ihr Name wird damit erklärt, dass sie von ihren Opfern zuerst die Zähne fressen.
- In der Serie Family Guy legt das Baby Stewie einen Zahn unter sein Kopfkissen. Als es das Verschwinden des Zahns bemerkt, erfolgt ein Schnitt auf einen heruntergekommenen Mann mit Feenflügeln, der den Zahn auf einen Zahnhaufen im Raum wirft und sich dann laut stöhnend in den Zähnen wälzt.
- Im Horrorfilm Don't be Afraid of the Dark von Guillermo del Toro sind es grotesk aussehende kleine Fabelwesen, die in einer Höhle unter dem Herrenhaus leben und Kinder zu sich herabziehen, um sie zu ihresgleichen zu machen.
- Im Animationsfilm Die Hüter des Lichts von Dreamworks ist die Zahnfee neben dem Osterhasen, dem Weihnachtsmann, dem Sandmann und Jack Frost einer der titelgebenden Hüter.
- Der deutsche Youtuber Julien Bam hat am 15. Dezember 2018 ein Musikvideo mit Julia Beautx veröffentlicht, in dem er die Zahnfee spielt, die die Zähne von Menschen sammelt, um mit deren Magie große Macht zu erlangen. In einem Video, veröffentlicht im August 2024, wird die Zahnfee als gespaltene Figur zwischen der dunklen Seite, welche die Zähne anderer Leute klauen will, und einer hellen Seite, welche dieses Verlangen im Zaum halten soll, dargestellt.

Weitere Auftreten:
- Die Zahnfee (Toothless) aus dem Jahr 1997 mit Kirstie Alley
- Zahnfee auf Bewährung (Tooth Fairy) aus dem Jahr 2010 mit Dwayne Johnson
- Einen eher makaberen Auftritt der „Tooth Fairy“ gibt es auch in einer Folge der Zeichentrickserie Ren und Stimpy.

## Zahnmaus
Die Zahnmaus ist ein der Zahnfee ähnliches Fabelwesen, die in der Vorstellung der Kinder in der Nacht zu Kindern mit einem ausgefallenen Milchzahn komme und ihnen eine kleine Überraschung oder Geld hinterlasse.
Die spanische Zahnmaus Figo ist die Hauptfigur im Kinderfilm Herr Figo und das Geheimnis der Perlenfabrik (2006). Dort werden aus den Zähnen Perlen erzeugt.
In dem Film "Die Hüter des Lichts" hat diese Zahnmaus einen Cameo als "zur europäischen Abteilung gehörend".